# Pafff... bum!/Io non ho pianto mai così
Pafff... bum!/Io non ho pianto mai così è il terzo singolo di Lucio Dalla, pubblicato nel 1966 dalla ARC.

## Tracce
1. Pafff... bum! – 2:20 (testo: Sergio Bardotti – musica: Gian Franco Reverberi)
2. Io non ho pianto mai così – 2:47 (testo: Gianfranco Baldazzi – musica: Gian Franco Reverberi)

## Descrizione
Rispetto ai due dischi precedenti, con questo 45 giri le vendite aumentarono, grazie alla partecipazione al Festival di Sanremo 1966, anche se rimasero basse. La copertina del disco raffigura Dalla in completo da baseball mentre lancia una palla verso il titolo della canzone sul lato A.
Il brano Pafff...bum!, scritto da Sergio Bardotti per il testo e da Gian Franco Reverberi per la musica, venne presentata da Dalla al festival di Sanremo 1966, in abbinamento con gli Yardbirds (che incisero anch'essi una versione del brano su 45 giri). La canzone non riuscì ad arrivare in finale. Il brano venne inserito nell'album di debutto di Dalla, 1999, pubblicato qualche mese dopo, e in seguito è stata inclusa in varie antologie. Il secondo brano, Io non ho pianto mai così, è stato scritto da Gianfranco Baldazzi per il testo e da Gian Franco Reverberi per la musica. La canzone non venne inclusa nell'album 1999, e per lungo tempo è rimasta inedita su LP.